# Dorel Petrehuș
Dorel Petrehuș (n. pe 19 februarie 1957), la Dumbrava – Târgu Lăpuș (Maramureș), este un pictor și muzeograf român, Membru titular al Uniunii Artiștilor Plastici din România, secția pictură – Filiala Baia Mare; Dorel Petrehuș este muzeograf în cadrul Muzeului Tarii Oașului din Negrești-Oaș.

## Studii
- Institutul de Arte Plastice „Ion Andreescu” Cluj-Napoca, sectia pictura, promotia 1982;
- Muzeograf în cadrul Muzeuluui Țării Oașului din Negrești-Oaș;
- Membru Fondator al Grupului „Buna Vestire”;
- Membru Fondator al Grupului „4+1”- (Lăpșenii);

## Activitate expozițională- selecție
- 1980: Expoziție personală Casa Radio Cluj-Napoca;
- 1985, 1990, 2004, 2008 : Expoziție personală, Galeriile de Artă Baia Mare;
- 1991: Expoziție personală „Atelier 35”, Galeria Orizont, București;
- 1991, 1994, 1995, 1997, 2000:Expoziție personală, Muzeul de Artă Satu Mare;
- 1989, 2001: Expoziție personală, Colonia Pictorilor Baia Mare;
- 1993, 1999, 2001, 2002: Expoziție personală, Muzeul Țării Oașului, Negrești Oaș;
- 2008: Centrul Cultural Palatele Brâncovenești Mogoșoaia, Grupul 4+1 Lăpușeni;
- 2010: Expoziție personală- „Tomografii contemporane”, Galeria Căminul Artei, București;

## Cărți ilustrate
- George Vulturescu, Alte poeme din Nord, Timișoara (Editura Brumar, 2007, cu 7 reproduceri după Dorel Petrehuș)